# John Carver
John William Carver, född 16 januari 1965 i Newcastle upon Tyne, England, är en före detta engelsk professionell fotbollsspelare
Han spelade totalt 126 ligamatcher och gjorde 10 mål som spelare innan han efter spelarkarriären fortsatte han som tränare och manager.